# Tony Castillo
Tony Castillo é um ex-jogador profissional de beisebol da Venezuela.

## Carreira
Tony Castillo foi campeão da World Series 1993 jogando pelo Toronto Blue Jays. Na série de partidas decisiva, sua equipe venceu o Philadelphia Phillies por 4 jogos a 2.